# 훈장구

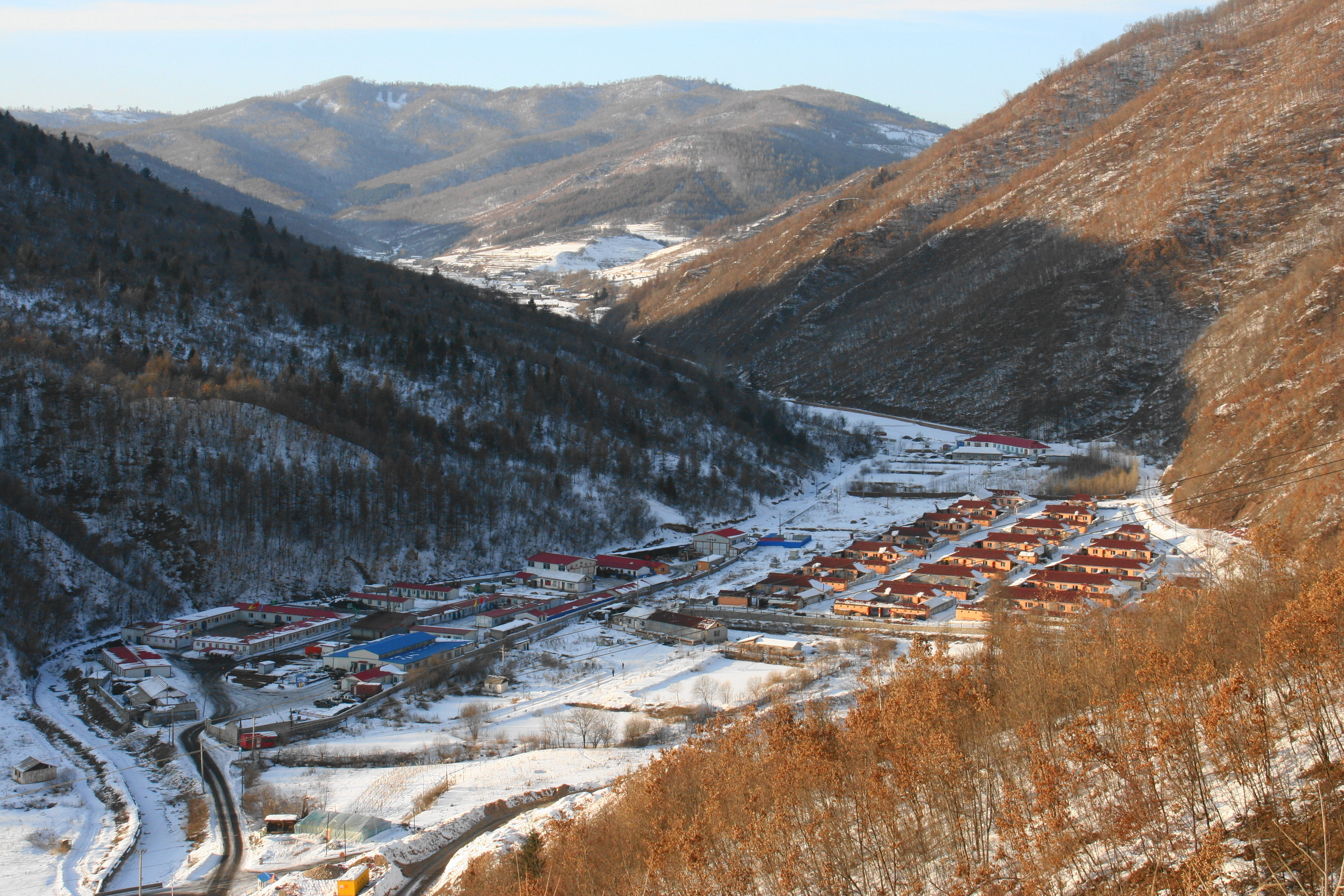

훈장구(중국어 간체자: 浑江区, 정체자: 渾江區, 병음: Húnjiāng Qū)는 중화인민공화국 지린성 바이산시의 행정구역이다. 넓이는 1388km2이고, 인구는 2007년 기준으로 340,000명이다. 2010년 2월 22일, 바다오장구(중국어: 八道江区, 병음: Bādàojiāng Qū)에서 훈장구로 이름을 바꾸었다.

## 행정 구역
8개 가도, 4개 진을 관할한다.
- 가도: 新建街道, 通沟街道, 东兴街道, 红旗街道, 板石街道, 河口街道, 城南街道, 江北街道.
- 진: 七道江镇, 六道江镇, 红土崖镇, 三道沟镇.